# Élie Deschamps
Pour les articles homonymes, voir Deschamps.
Élie Deschamps, né le 28 mai 1902 à Rouen et mort le 17 décembre 1960 à Oyonnax, est un résistant français des maquis de l'Ain et du Haut-Jura. Sa profession était professeur de mathématiques.
Il est l'un des organisateurs du Défilé du 11 novembre 1943 à Oyonnax. Il était l'un des responsables des maquis de l'Ain et du Haut-Jura de 1942 jusqu'à la Libération.

## Hommage
- Il y a une rue Élie-Deschamps à Oyonnax.